# Max Steel (film)
Max Steel è un film di supereroi statunitense-britannico del 2016 basato sull'omonima linea di action figures della Mattel, coprodotto da Dolphin Films, Mattel Playground Productions e Ingenious Media e diretto da Stewart Hendler.

## Trama
Il teenager Max McGrath (interpretato da Ben Winchell) scopre di avere poteri straordinari e di poter generare un'energia potente chiamata Turbo Energy. Incontra un alieno di nome Steel, che è anche un essere di energia, e insieme formano un legame simbiotico che consente loro di unire le loro forze e combattere contro i nemici che minacciano il mondo. Max e Steel uniscono le loro forze per combattere contro il malvagio Dredd, il capo di una organizzazione criminale che cerca di sfruttare il potere di Turbo Energy per scopi malvagi. Max e Steel dovranno fare affidamento sulle loro abilità e sulla loro amicizia per salvare il mondo.

## Riprese
Le riprese principali sono state realizzate tra aprile e maggio 2014 in Carolina del Nord.

## Accoglienza
Con un budget di 20 milioni di dollari, il film ha incassato 8 milioni.

## Critica
Su Rotten Tomatoes il film ha indice di gradimento dello 0%.
Il film è stato recensito negativamente dalla critica specializzata.